# 배금자
배금자(裵今子, 1961년 2월 2일 ~ )는 대한민국의 법조인이다. 제27회 사법시험 합격하고 부산지방법원 동부지원 판사를 지냈으며, 1999년부터 해인법률사무소 대표변호사로 활동 중이다. 본관은 대구이며, 경상북도 영일군 청하면 출신이다.

## 생애
1961년 2월 2일 경상북도 영일군 청하면에서 태어났다. 한국 전쟁 직후 아버지가 북한군에 부역했다는 누명을 쓰고 모든 재산을 압수당했다는 사실을 알고 난 후부터 판사의 꿈을 키웠다. 가정형편이 어려워 고학으로 고등학교 생활을 했고 부산대학교 사학과에 장학생으로 합격했다. 사학과를 다니면서 법학을 부전공으로 선택해 판사의 꿈을 이어갔다. (  ..  2학년으로 올라가면서 법학을 부전공으로 선택 .. 당시 전국에서 몇 몇 대학이 부전공제를 시범적으로 실시하고 있었음 ..) 학교에 있는 고시반에 들어갈 때 '여자'라는 이유로 입소를 거부당했지만, 교수를 설득해 고시반에 들어간 최초의 여자 대학생이 되기도 했다. 1983년 부산대학교를 졸업하였고 이후 결혼을 했다.
배우자가 군대 생활을 하고 있어 육아와 생계 유지를 모두 맡으며 수험생활을 했고, 몇 번의 낙방 끝에 1985년 제27회 사법시험에 합격했다. 1988년 사법연수원 수료 후 1988년부터 1990년까지 부산지법과 부산동부지원 판사로 활동했다. 자신이 생각했던 판사의 모습과 너무나 달라 충격을 받아 1년 6개월 만에 판사직을 그만두고 변호사 생활을 시작하였다. 1994년 MBC-TV 생방송 《오변호사 배변호사》에 제33·34대 서울특별시장 오세훈과 함께 출연해 큰 인기를 끌었다. 1년 후에 저서 《이의 있습니다》(1995년)를 펴내 대한민국 사회의 모순을 날카롭게 지적했다. 1998년 미국 뉴욕주 변호사 시험에 합격하면서 대한민국과 미국 변호사가 되었다.
'군산 성매매 화재 참사' 소송에서 국가 배상을 이끌어냈고, 김보은 김진관 사건, 서울대 신 교수 성희롱 사건 등 주요 공익 소송에 참여했으며, 1995년 종군위안부문제로 대한변호사협회 표창장을 받았다. 1999년 12월 폐암 환자와 가족 등 36명이 한국담배인삼공사를 상대로 손해배상청구소송을 제기했고 배금자는 이 소송의 무료 변론을 맡았는데, 이를 높이 평가받아 2006년 WHO 공로상을 수상했다.
2012년부터 대통령직속기구 개인정보보호위원회 위원으로 활동하였으며 대한변호사협회 징계위원으로도 활동하였다.

## 학력
- 혜화여자고등학교
- 1978년 ~ 1983년:부산대학교 사학, 법학 학사
- 1997년 ~ 1998년:하버드 로스쿨 법학 석사(LL.M.)

## 경력
- 1985년:제27회 사법시험 합격
- 1988년:제17기 사법연수원 수료
- 1988년 ~ 1990년:부산지방법원 동부지원 판사
- 1990년 ~ 1991년:동서로펌 변호사
- 1991년 ~ 1995년:배금자법률사무소 변호사
- 1994년 : MBC 《생방송 오변호사 배변호사》
- 1998년 : 미국 뉴욕주 변호사
- 1999년 ~:해인법률사무소 대표변호사
- 2000년 ~ 2004년:KBS 객원해설위원
- 2002년 ~ 2003년:방송위원회 고문변호사
- 2002년 ~ 2010년:전자거래분쟁조정위원회 위원
- 2003년 ~ 2005년:한국저작권위원회 위원
- 2004년:동아일보 객원논설위원
- 2004년 ~ 2006년:대한변호사협회 신문편집위원
- 2005년 ~ 2006년:대한변호사협회 인권위원회 위원, 정보통신윤리위원회 위원
- 2007년 ~ 2012년:대한상사중재원 위원
- 2008년 ~ 2011년:한국저작권위원회 위원
- 2008년 ~ 2010년:서울특별시 고문변호사
- 2008년 ~ 2010년:소비자자율분쟁조정위원회 위원장
- 2009년 ~ 2010년:국제엠네스티 한국지부 법률가위원회 위원장
- 2009년 ~ 2010년:법제처 법령해석위원
- 2009년 ~ 2011년:DMZ다큐멘터리영화제 조직위원회 위원
- 2011년 ~ 2012년:콘텐츠분쟁조정위원회 위원
- 2011년:한양대학교 로스쿨 리걸클리닉 겸임교수
- 2012년:대한변호사협회 징계위원, 개인정보보호위원회 위원

## 저서
- 《이의 있습니다》. 문예당. 1995년. ISBN 8985975196
- 《인간을 위한 법정》. 책. 1999년. ISBN 9788995064009
- 《법보다 사람이 먼저다》. 더북컴퍼니. 2005년. ISBN 9788991317352

## 상훈
- 1995년:대한변호사협회 표창장
- 2004년:올해의 여성권익 디딤돌상, 서울지방변호사회 공익봉사상
- 2006년:세계보건기구 공로상